# أوديمس الرودسي
أوديمس الرودسي هو فيلسوف يوناني من تلامذة أرسطوطاليس. ولد نحو 320 قبل الميلاد.
ورد اسمه في المصادر العربية: أوذيموس - أوداموس - إيديموس - إيوديموس.
كتب شرحا على السماع الطبيعي، وهو الذي حرر أو نقح كتاب الأخلاق إلى أوديمس.